# Луанда
Луа́нда (порт. Luanda, раніше Loanda) — столиця і найбільше місто Анголи. Місто розташоване на Ангольському узбережжі Атлантичного океану біля гирла річки Кванза та є головним морським портом та столицею країни. Місто має населення 4,5 млн мешканців (з приміськими районами, оцінка на 2004 рік) і вважається найдорожчим містом для іноземних працівників.

## Етимологія
Луанда отримала назву по острову близько міста (порт. Ilha de Luanda). Етимологічно топонім Луанда (Lu-andu) сходить до Lu-ndandu, де lu-префікс множини, а ndandu — назва черепашок каурі (лат. Charonia), що служили місцевою монетою, яку збирали на острові.

## Історія
Сучасна столиця Анголи була заснована португальським колонізатором Паулу Діаш де Новаїшем (онуком знаменитого мореплавця Бартоломеу Діаша) 25 січня 1576 року і отримала назву Сан-Паулу-ді-Луанда (перейменована на Луанду в 1975 році). У той же час на скелястому мисі були зведені фортифікаційні споруди Сан-Мігел. Статус міста Сан-Паулу-ді-Луанда отримала в 1605 році, і наприкінці XVI ст. нове місто стало центром португальської колоніальної адміністрації і основною базою експансіоністських сил в Анголі.
В 1641 португальці були змушені поступитися своїм форпостом на Атлантичному узбережжі голландцям, а через 7 років повернули свої території. У період з XVII по XIX століття Луанда була одним з найбільших центрів работоргівлі (було вивезено близько 3 000 000 рабів). У XX столітті Луанда стала центром національно-визвольної боротьби народів Анголи, тут часто відбувалися зіткнення з португальськими військами. У 1961 році керівництво Народного руху за звільнення Анголи (МПЛА) організувало жителів Луанди на повстання. Збройний виступ столичних жителів послужило сигналом для початку громадянської війни. У квітня 1974 року після низки революційних повстань, уряд Португалії погодився надати Анголі незалежність. СРСР надавав країні значну економічну та військову підтримку, тому в країні встановився режим, лояльний до комуністів.
11 листопада 1975 року на політичній карті світу з'явилася нова держава — Народна Республіка Ангола (з серпня 1992 року — Республіка Ангола), столицею якого стала Луанда. З 1978 року найбільші населені пункти Анголи неодноразово піддавалися збройним нападам з боку ПАР, яка прагнула перешкодити поширенню комуністичного впливу в регіоні, ПАР також підтримувала Національну спілку за повну незалежність Анголи (УНІТА).
У 1991 році між представниками уряду Анголи і протиборчим угрупуванням УНІТА в Лісабоні було підписано угоду про мирне врегулювання конфлікту. Проте політична ситуація в регіоні залишається нестабільною, що перешкоджає швидкому розвитку ангольських міст, у тому числі і Луанди.

## Географія
Луанда ділиться на дві частини: Баха-де-Луанда (нижня Луанда, старе місто) і Cidade Alta (верхнє місто або нове місто). Баха-де-Луанда розташований поруч з портом, і має вузькі вулички і старі колоніальні будівлі. Однак, масивні нові конструкції займають великі простори цих традиційних забудівель, і ряд раніше незалежних поселень — як Віана — були включені до складу міста.
З 2011 року, Луанда ділиться на 7 муніципальних утворень.
Луанда займає вигідне положення на узбережжі Атлантичного океану, у районі впадання в нього річки Кванза. Клімат в даній зоні тропічний, середньорічна норма опадів 250—500 мм, причому більша їх частина припадає на лютий-березень. Найтепліший місяць року — березень, у цей час ртутний стовпчик термометра піднімається до +30 градусів, у липні температура знижується до +16, що багато в чому обумовлено охолоджуючим впливом Бенгельської течії.
| Клімат                                     | Клімат | Клімат | Клімат | Клімат | Клімат | Клімат | Клімат | Клімат | Клімат | Клімат | Клімат | Клімат | Клімат |
| Показник                                   | Січ.   | Лют.   | Бер.   | Квіт.  | Трав.  | Черв.  | Лип.   | Серп.  | Вер.   | Жовт.  | Лист.  | Груд.  | Рік    |
| Абсолютний максимум, °C                    | 33,9   | 34,1   | 37,2   | 36,1   | 36,1   | 35,0   | 28,9   | 28,3   | 31,0   | 31,2   | 36,1   | 33,6   | 37,2   |
| Середній максимум, °C                      | 29,5   | 30,5   | 30,7   | 30,2   | 28,8   | 25,7   | 23,9   | 24,0   | 25,4   | 26,8   | 28,4   | 28,6   | 27,7   |
| Середня температура, °C                    | 26,7   | 28,5   | 28,6   | 28,2   | 27,0   | 23,9   | 22,1   | 22,1   | 23,5   | 25,2   | 26,7   | 26,9   | 25,8   |
| Середній мінімум, °C                       | 23,9   | 24,7   | 24,6   | 24,3   | 23,3   | 20,3   | 18,7   | 18,8   | 20,2   | 22,0   | 23,3   | 23,5   | 22,3   |
| Абсолютний мінімум, °C                     | 18,0   | 16,1   | 20,0   | 17,8   | 17,8   | 12,8   | 11,0   | 12,2   | 15,0   | 17,8   | 17,2   | 17,8   | 11,0   |
| Середня кількість сонячних годин на місяць | 217,0  | 203,4  | 207,7  | 192,0  | 229,4  | 207,0  | 167,4  | 148,8  | 150,0  | 167,4  | 186,0  | 201,5  | 2277,6 |
| Норма опадів, мм                           | 30     | 36     | 114    | 136    | 16     | 0      | 0      | 1      | 2      | 7      | 32     | 31     | 405    |
| Днів з опадами                             | 4      | 5      | 9      | 11     | 2      | 0      | 0      | 1      | 3      | 5      | 8      | 5      | 53     |
| Вологість повітря, %                       | 80     | 78     | 80     | 83     | 83     | 82     | 83     | 85     | 84     | 81     | 82     | 81     | 82     |
| ------------------------------------------ | ------ | ------ | ------ | ------ | ------ | ------ | ------ | ------ | ------ | ------ | ------ | ------ | ------ |
| Джерело: Deutscher Wetterdienst            |        |        |        |        |        |        |        |        |        |        |        |        |        |

## Населення
Луанда — найбільше місто Анголи, чисельність населення (з передмістями) становить близько 4,5 млн осіб. Етнічний склад столиці досить різноманітний: тут живуть представники африканських народів овімбунду, мбунду, баконго, лунда, чокие, нгантуела, куаньяма та ін, а також європейці і змішане афро-європейське населення.
Столичні жителі африканського походження використовують для офіційних переговорів португальську мову, а між собою, як правило, на мовах банту (кімбунду, умбунду, киконго), які поступово відтісняються португальською. 90-98 % молоді у столиці говорять тільки по-португальськи. Вже за переписом 1983 португальську мову назвали рідною 75 % з 2,5-мільйонного населення Луанди. Ангольці, що мають європейське і змішане походження, розмовляють португальською мовою, що є державною.
Багато жителів Луанди дотримуються традиційних місцевих вірувань, зустрічаються також християни-католики і протестанти (баптисти, методисти та конгрегаціоналісти). У 1970 році в місті проживало 480 613 осіб, за оцінками на 2012 рік Луанду населяє 2 825 311 жителів.

## Економіка
Близько третини ангольців живуть у Луанді (53 % з яких бідні). Умови життя в Луанді для більшості людей погані. Основні потреби, такі як питна вода і електрика, як і раніше, в дефіциті. Також серйозні проблеми з дорожнім рухом. З іншого боку, є розкішні апартаменти багатих. Виробництво включає в себе харчові продукти, напої, текстиль, цемент та інші будівельні матеріали, вироби з металу, сигарети та взуття/одяг. Луанда має хорошу природну гавань. Експортує каву, бавовну, цукор, алмази, залізо і солі. Економічне зростання в значній мірі спирається на видобуток нафти. Великі інвестиції (внутрішні і міжнародні), а також високі темпи зростання економіки характерні для всіх галузей економіки в місті Луанда.
У 2008 році стала найдорожчою столицею, на думку ECA International. Це пов'язано з тим, що більшість товарів, зазвичай придбаних іноземцями, важкодоступні і тому дуже дорогі. Літр молока в Луанді може коштувати до трьох доларів, а оренда двокімнатної квартири — до семи тисяч доларів на місяць.

## Культура
Луанда — центр культурного розвитку Анголи. Тут діє кілька сотень початкових шкіл з восьмирічним терміном навчання, існують курси підготовки до вступу в технічні та педагогічні навчальні заклади, що надають середню освіту. У відкритому в 1976 році Університеті імені Агостіньо Нето можна отримати вищу освіту. Викладання у всіх школах і університеті ведеться португальською мовою. З 1956  року в місті працює Академія музики, діють Музей Анголи, де представлена колекція історичних експонатів, і музей Дунда, у якому зберігаються історико-етнографічні пам'ятники.
Особливої уваги заслуговують Національна і муніципальні бібліотеки, у яких зібрані твори найкращих африканських поетів і письменників (Луандіну Вієйра, Артур Пестана душ Сантуш (псевдонім Пепетела) тощо), а також представлені шедеври світової літератури. Трупи непрофесійних акторів здійснюють сценічні постановки місцевих авторів. У столиці зберігаються найкращі традиції музичної культури і танцю, причому сучасна популярна музика Анголи має тісний зв'язок із музичними традиціями Бразилії і островів Карибського басейну. У місті, розвиток якого почався в кінці XVI століття, біля стін кріпосного замку Сан-Мігель (нині Історичний музей), збереглося безліч архітектурних пам'яток. Від XVII століття тут залишилися стіни фортів Сан-Педру-да-Барком і Сан-Фернандо-ді-Пенедаш. В архітектурному вигляді центральної частини Луанди, забудованої за типом провінційних португальських міст, виражений перехід від бароко до класицизму.
Головні пам'ятки цієї частини столиці — єзуїтська церква (XVI століття), храм кармеліток (близько 1638), церква Мадонни Назаретської (1664) та інші. Міські тротуари вимощені чудовою мозаїкою. У 1950-1970-х роках у планування столиці були внесені істотні зміни: почалася напівкругла забудова вглиб материка, вулиці засаджувалися деревами, у межах міста були розбиті парки та сквери.

## Спорт
У 2013 році в Луанді разом з Намибе, пройшов 2013 FIRS Чоловічий роликовий чемпіонату світу з хокею. Це перший раз, коли Чемпіонат світу з хокею на роликах проводиться в Африці.

## Міста-побратими
Луанда побратим з: Сан-Паулу, Бразилія
- Салвадор, Бразилія;
- Х'юстон, США (2003);
- Лісабон, Португалія;
- Порту, Португалія;
- Лагос, Нігерія;
- Кейптаун, Південна Африка;
- Віндгук, Намібія;
- Бісау, Гвінея-Бісау;
- Бразиліа, Бразилія (з 1968 року);
- Макао, Китай;
- Мапуту, Мозамбік;
- Тахуа, Нігер;
- Йоганнесбург, Південна Африка;
- Каїр, Єгипет;
- Ріо-де-Жанейро, Бразилія.